# Listă de balerine române
Aceasta este o listă de balerine române:

## C
- Floria Capsali (1900–1982)
- Ruxandra Elena Cioată
- Alina Cojocaru (n. 1981)

## D
- Iuliana Dane

## I
- Ileana Iliescu (n. 1937)

## J
- Andreea Jura

## L
- Elena Penescu-Liciu (1910–1996)
- Irinel Liciu (1928-2002)

## N
- Simona Noja [1][2]

## P
- Iolanda Petrescu [3]

## R
- Beatrice Rancea [4]

## S
- Lusia Smetanina - din Ucraina [5]
- Josephine Sternfeld Grefu [6]

## Ș
- Simona Șomăcescu
- Larisa Șorban (d. 2002)

## T
- Mijaela Tesleoanu (1942-2011)

## V
- Francesca Velicu (n. 1997)